# Municipio de Sedalia
El municipio de Sedalia (en inglés: Sedalia Township) es un municipio ubicado en el condado de Pettis en el estado estadounidense de Misuri. En el año 2010 tenía una población de 25331 habitantes y una densidad poblacional de 340,84 personas por km².

## Geografía
El municipio de Sedalia se encuentra ubicado en las coordenadas 38°41′32″N 93°13′48″O / 38.69222, -93.23000. Según la Oficina del Censo de los Estados Unidos, el municipio tiene una superficie total de 74.32 km², de la cual 73.63 km² corresponden a tierra firme y (0.93%) 0.69 km² es agua.

## Demografía
Según el censo de 2010, había 25331 personas residiendo en el municipio de Sedalia. La densidad de población era de 340,84 hab./km². De los 25331 habitantes, el municipio de Sedalia estaba compuesto por el 86.52% blancos, el 4.6% eran afroamericanos, el 0.51% eran amerindios, el 0.71% eran asiáticos, el 0.09% eran isleños del Pacífico, el 4.81% eran de otras razas y el 2.76% pertenecían a dos o más razas. Del total de la población el 8.69% eran hispanos o latinos de cualquier raza.